# Anteros

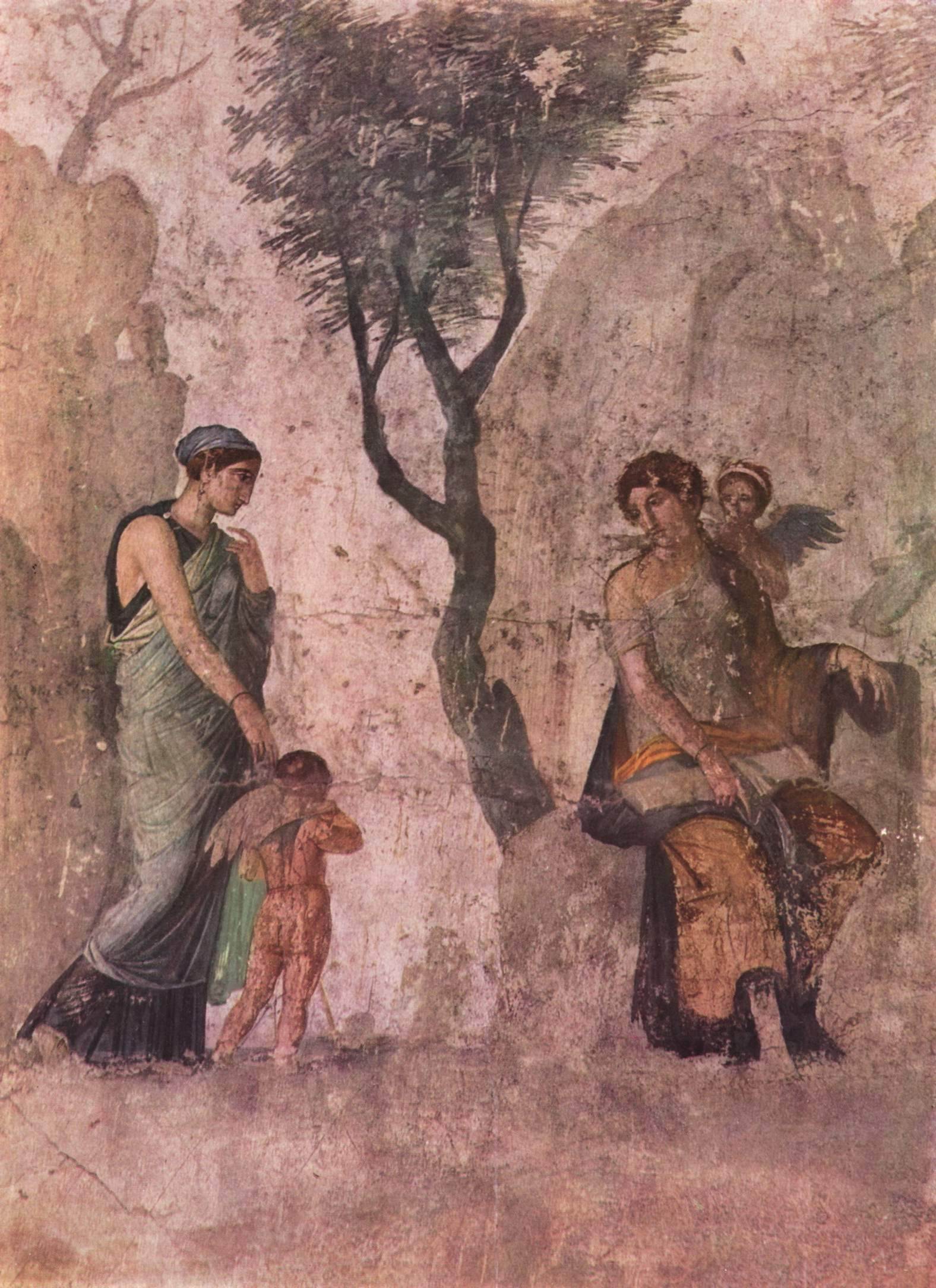
Peitho (Persuasiunea) i-l prezintă pe Eros lui Venus, în timp ce Anteros râde de el pentru că a fost pedepsit după ce a greșit ținta

Anteros este zeul dragostei reciproce, în mitologia greacă. Este fiul zeiței Afrodita și al zeului Ares și fratele lui Eros, zeul iubirii.
În lucrările plastice este reprezentat foarte asemănător cu fratele său Eros, cu diferența că purta părul lung și aripile sale, dotate cu pene, aveau forma aripilor de fluture.
Mitul este contradictoriu, deoarece Eros este unul din zeii primordiali, născut de Haos. Se pare că stabilirea fraternității între Anteros și Eros ar putea fi un sincretism târziu, apărut sub presiunea simbolului literar.